# Dasychira hesychima
Dasychira hesychima är en fjärilsart som beskrevs av Collenette 1955. Dasychira hesychima ingår i släktet Dasychira och familjen tofsspinnare. Inga underarter finns listade i Catalogue of Life.